# Odai Yamamoto site I
Odai Yamamoto site I (大平山元I遺跡, Ōdaiyamamoto ichi iseki) est un site archéologique de la période Jōmon découvert en 1975 dans la municipalité de Sotogahama, dans la préfecture d'Aomori, à l'extrême Nord de l'île de Honshū, au Japon. Ce site a livré les plus anciennes poteries connues à ce jour au Japon. Les fouilles de 1998 ont trouvé 46 tessons datés au carbone 14 d'environ 16 500 ou 15 000 ans AP.
Cette découverte a permis de repousser la date du passage du Paléolithique supérieur au Mésolithique au Japon. D'autres poteries d'une ancienneté similaire ont été découvertes à Gasy et à Khummy, sur le cours inférieur du fleuve Amour, dans l'Extrême-Orient russe, et des poteries un peu plus anciennes ont été trouvées en Chine. La poterie s'est ainsi développée en Asie orientale dès le Tardiglaciaire et bien avant l'agriculture.

## Historique

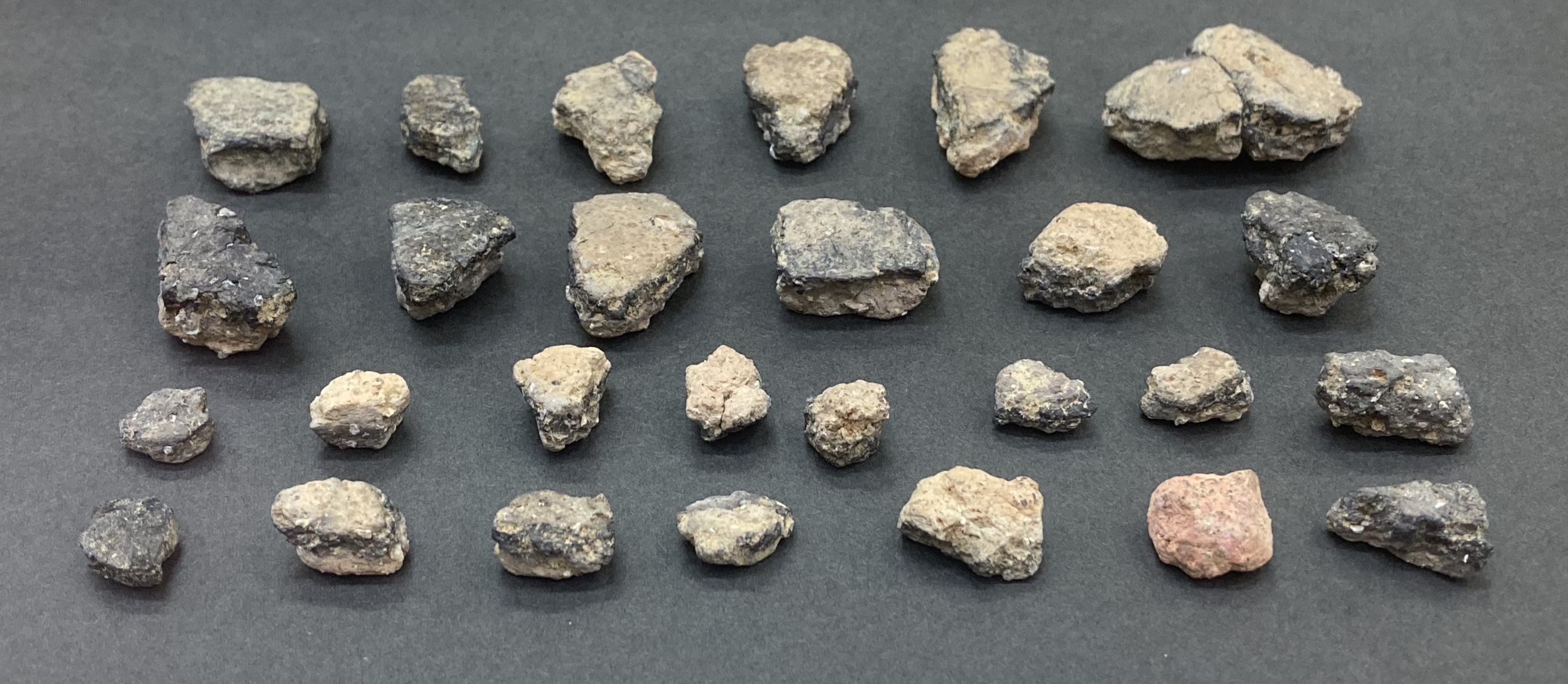
Les tessons de poterie qui marquent le début de la période Jōmon

En 1998, 148 m2 avaient été fouillés sur le site.

## Vestiges archéologiques
Les trouvailles incluent des haches, des pointes de lance, des pointes de flèches, des grattoirs, des lames et des enclumes, principalement en schiste local, mais aussi en obsidienne. Les pointes de flèches ont un temps repoussé la date d'apparition du tir à l'arc dans le monde, qui est toutefois nettement plus ancienne d'après une découverte plus récente faite au Sri Lanka.

## Datations
30 des 46 tessons de poterie, tous issus du même récipient, avaient des résidus carbonisés, suggérant son utilisation pour la cuisson de produits alimentaires. Huit datations au radiocarbone par spectrométrie de masse par accélérateur (SMA) ont été produites à partir de cinq des fragments et de trois morceaux de bois carbonisé associés, qui ont donné 16 500 ans AP calibrés en 2003. Une autre datation a donné en 2006 une plage entre 15 780 ± 170 et 14 680 ± 140 ans AP.

## Protection
Odai Yamamoto site I fait partie d'une liste de 17 sites archéologiques de la période Jōmon situés dans le sud de l'île d'Hokkaidō et le nord de la région du Tōhoku, au Japon, inscrits en 2021 au Patrimoine mondial de l'Unesco sous le nom de Sites préhistoriques Jomon du nord du Japon (北海道・北東北の縄文遺跡群).